# Зимова Універсіада 1960
Зимова Універсіада 1960 — I зимова Універсіада, пройшла в Шамоні, Франція з 28 лютого по 6 березня 1960 року.

## Медальний залік
| Місце  | Країна         | Золото | Срібло | Бронза | Загалом |
| ------ | -------------- | ------ | ------ | ------ | ------- |
| 1      | Франція        | 4      | 2      | 1      | 7       |
| 2      | СРСР           | 3      | 1      | 1      | 5       |
| 3      | Чехословаччина | 2      | 5      | 0      | 7       |
| 4      | Австрія        | 2      | 2      | 4      | 8       |
| 5      | Швейцарія      | 2      | 1      | 1      | 4       |
| 6      | Італія         | 0      | 1      | 1      | 2       |
| 7      | Японія         | 0      | 1      | 0      | 1       |
| 8      | Югославія      | 0      | 0      | 2      | 2       |
| 8      | Польща         | 0      | 0      | 2      | 2       |
| 10     | Угорщина       | 0      | 0      | 1      | 1       |
| Всього | Всього         | 13     | 13     | 13     | 39      |

## Гірськолижний спорт
Чоловіки: Слалом 

Золото — Walther Herwig (Швейцарія) 

Срібло — Sbynek Mohr (Чехословаччина) 

Бронза — Bernard Cottet (Франція)
Чоловіки: Гігантський слалом 

Золото — Philippe Stern (Швейцарія) 

Срібло — Walther Herwig (Швейцарія) 

Бронза — Klaus Herwig (Швейцарія)
Чоловіки: Спуск 

Золото — Manfred Köstinger (Австрія) 

Срібло — Walter Kutschera (Австрія) 

Бронза — Heinz Gallob (Австрія)
Чоловіки: Комбінація 

Combined event is the overall standings of all disciplines on the Universiade program. 

Золото — Heinz Gallob (Австрія) 

Срібло — Pier Giorgio Vigliani (Італія) 

Бронза — Peter Lakota (Югославія)
Жінки: Слалом 

Золото — Cécile Prince (Франція) 

Срібло — Marie-José Dusonchet (Франція) 

Бронза — Trandl Legat (Австрія)
Жінки: Спуск

Золото — Marie-José Dusonchet (Франція) 

Срібло — Gertraud Gaber (Австрія) 

Бронза — Franca Quaglia (Італія)
Жінки: Комбінація 

Combined event is the overall standings of all disciplines on the Universiade program. 

Золото — Marie-José Dusonchet (Франція) 

Срібло — Cécile Prince (Франція) 

Бронза — Gertraud Gaber (Австрія)

## Північні дисципліни
Чоловіки: 4 x 8 км Естафета

Золото — СРСР 

Срібло — Чехословаччина 

Бронза — Польща
Жінки: 3 x 4 км Естафета 

Золото — СРСР 

Срібло — Чехословаччина 

Бронза — Польща

## Лижне двоборство
Чоловіки: 

Золото — Jaromir Nevlud (Чехословаччина) 

Срібло — Альберт Ларінов (СРСР) 

Бронза — Юрій Крєстов (СРСР)

## Стрибки з трампліна
Чоловіки: Small Hill — K90 

Золото — Альберт Ларінов (СРСР) 

Срібло — Jaromir Nevlud (Чехословаччина) 

Бронза — Milan Rojina (Югославія)

## Фігурне Катання
Чоловіки: 

Золото — Alain Calmat (Франція) 

Срібло — Nobuo Sato (Японія) 

Bronze — Heinrich Podhaisky (Австрія)
Жінки: 

Золото — Jitka Hlaváčková (Чехословаччина) 

Срібло — Eva Grozajová (Чехословаччина) 

Бронза — Helga Zollner (Угорщина)